# テトラスパニン
テトラスパニン(Tetraspanin)は膜貫通タンパク質の一種である。
細胞膜を4回貫通する構造を持つ膜蛋白で, Transmembrane 4 superfamily(TS4SF)とも呼ばれる。
細胞膜上でインテグリンや増殖因子受容体などと複合体を形成し, 機能を修飾することにより細胞運動や細胞の活性化にかかわる。
このTetraspaninとしてはCD9, CD63, CD81などが挙げられ、エクソソームなどの細胞外分泌小胞の膜上にも存在するためマーカー蛋白としても知られている。(CDとは、Cluster of Differentiationの略。)